# Bitva u Mendigorría
Bitva u Mendigorría bylo ozbrojené střetnutí mezi karlisty a vládním vojskem, odehrávající se 15. července 1835. Bitva skončila jasným vítězstvím vládních jednotek pod velením generála Fernándeze de Córdoba, který za toto vítězství obdržel titul markýze de Mendigorría.